# Jainvillotte
Jainvillotte ist eine französische Gemeinde mit 72 Einwohnern (Stand: 1. Januar 2022) im Département Vosges in der Region Grand Est (bis 2015 Lothringen). Sie gehört zum Arrondissement Neufchâteau und zum Gemeindeverband Ouest Vosgien.

## Geografie
Die Gemeinde Jainvillotte liegt am nordöstlichen Rand der Landschaft Bassigny, etwa 13 Kilometer südlich von Neufchâteau am Fluss Anger. Umgeben wird Jainvillotte von den Nachbargemeinden Circourt-sur-Mouzon im Norden, Landaville im Nordosten, Lemmecourt und Beaufremont im Osten, Gendreville im Süden, Sartes im Südwesten sowie Pompierre im Westen. Das 7,44 km² umfassende Gemeindeareal ist waldreich (Bois Saint-Charles, Bois de la Combe Morée).

## Geschichte
Das Gebiet um Jainvilotte war Teil des ehemaligen Herzogtums Bar. Frühe Schreibweisen des Ortsnamens waren Janivillula, Jainvellotte und Jainvlotte, ehe sich ab dem Jahr 1574 Jainvillotte durchsetzte. Am Anfang des 18. Jahrhunderts gehörte Jainvillotte zur Vogtei Bassigny, ab 1790 während der Französischen Revolution kam das Dorf zum neuen Distrikt Neufchâteau.
Kirchlich war Jainvillotte abhängig vom Abt in Saint-Mihiel und war Teil der Pfarrei Neufchâteau.

### Bevölkerungsentwicklung
Die kleine Gemeinde hatte in der ersten Hälfte des 19. Jahrhunderts immer über 300 Bewohner.
| Jahr      | 1962 | 1968 | 1975 | 1982 | 1990 | 1999 | 2006 | 2012 | 2021 |
| --------- | ---- | ---- | ---- | ---- | ---- | ---- | ---- | ---- | ---- |
| Einwohner | 100  | 96   | 96   | 102  | 77   | 89   | 90   | 79   | 74   |

Im Jahr 1821 wurde mit 376 Bewohnern die bisher höchste Einwohnerzahl ermittelt. Die Zahlen basieren auf den Daten von cassini.ehess und INSEE.

## Sehenswürdigkeiten
- Kirche St. Michael (Église Saint-Michel) aus dem 12. und 13. Jahrhundert (Skulpturen als Monuments historiques geschützt)
- Kapelle Unserer Lieben Frau der Barmherzigkeit (Chapelle Notre-Dame -de-Pitié) aus dem 14. Jahrhundert

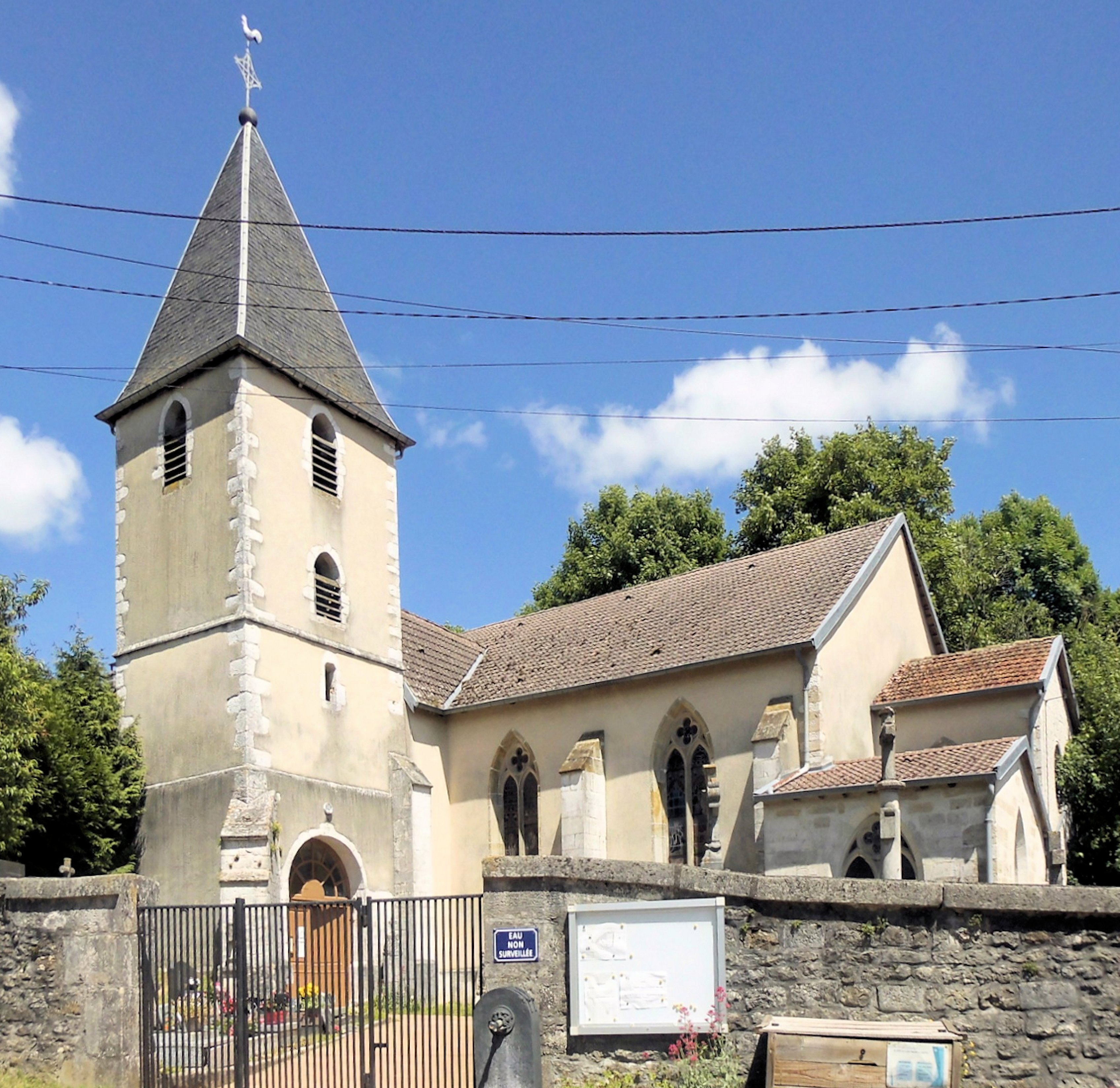
Kirche St. Michael
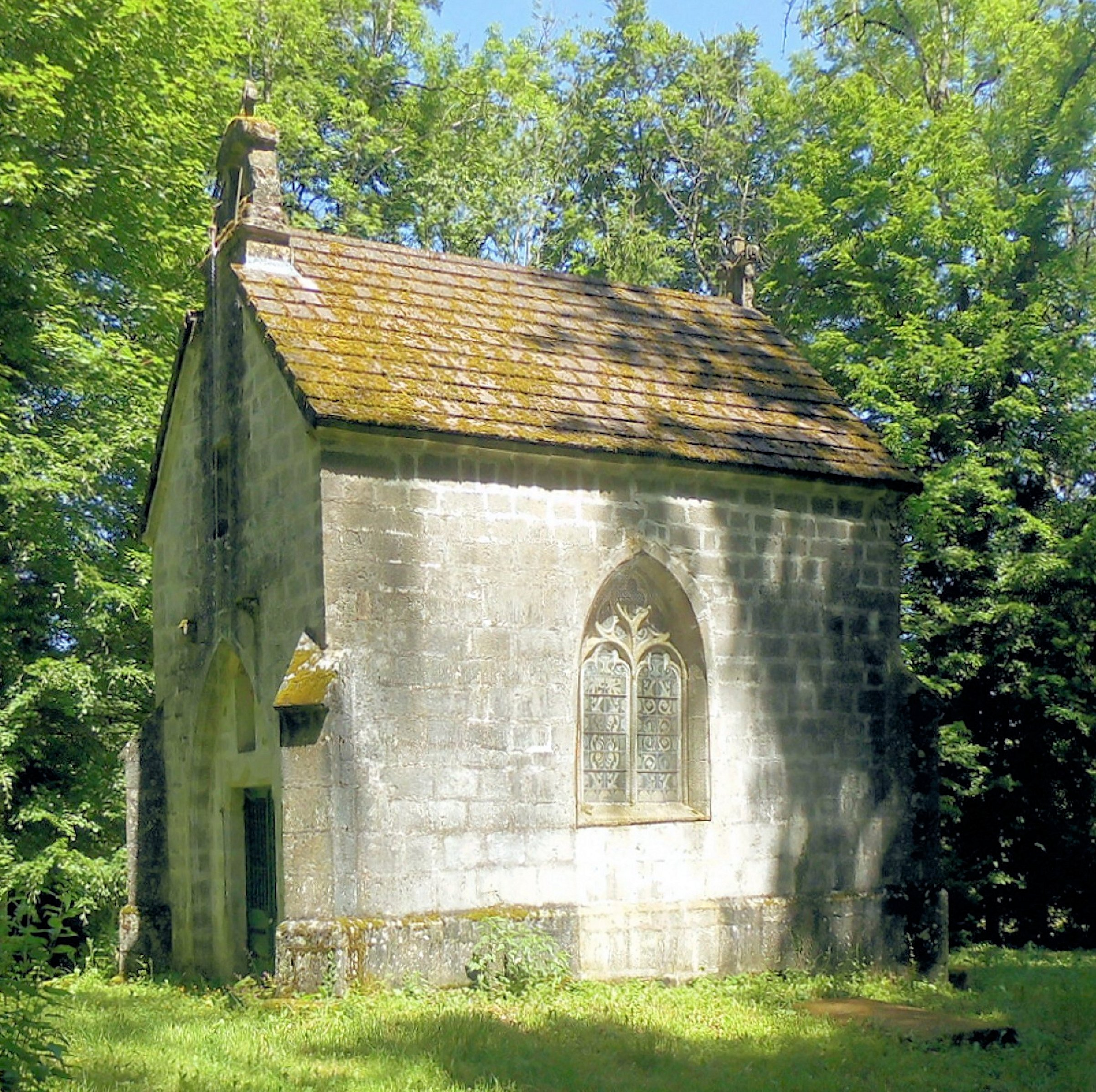
Kapelle Unserer Lieben Frau der Barmherzigkeit

## Wirtschaft und Infrastruktur
Neben einem Steinabbau-Betrieb im Osten der Gemeinde ist in Jainvillotte ein Viehzuchtsbetrieb ansässig.
Jainvillotte ist nur durch schmale Nebenstraßen mit den Nachbargemeinden Sartes, Gendreville und Circourt-sur-Mouzon verbunden. Die 15 Kilometer entfernte Stadt Neufchâteau ist ein Bahn- und Straßen-Knotenpunkt.

## Belege
1. ↑   Jainvillotte auf Vosges-archives.com (Memento des Originals vom 24. August 2016 im Internet Archive)  Info: Der Archivlink wurde automatisch eingesetzt und noch nicht geprüft. Bitte prüfe Original- und Archivlink gemäß Anleitung und entferne dann diesen Hinweis. (französisch, PDF-Datei)
2. ↑  Jainvillotte auf cassini.ehess
3. ↑  Jainvillotte auf INSEE
4. ↑  Landwirtschaftsbetrieb auf annuaire-mairie.fr (französisch)